# Tikobra
Tikobra (en arabe : تيكوبرا) est une commune rurale du sud de la Mauritanie, située dans le département de M'Bout de la région de Gorgol.

## Géographie
La commune de Tikobra est située à l' est de la région de Gorgol et elle s'étend sur 677 km2.
Elle est délimitée au nord par les communes de Lahrach et de Laweissi, à l’est par la commune de Souve, au sud par la commune de Terguent Ehl Moulaye Ely, à l'ouest par la commune de M'Bout.

## Histoire
Tikobra a été érigée en commune par l'ordonnance du 20 octobre 1987 instituant les communes de Mauritanie.

## Démographie
Lors du Recensement général de la population et de l'habitat (RGPH) de 2000, Tikobra comptait 8 744 habitants.
Lors du RGPH de 2013, la commune en comptait 10 965, soit une croissance annuelle de 1,8 % sur 13 ans.

## Économie
L'agriculture est au centre de l'économie de Tikobra, comme quasiment toutes les communes de la région. Mais cette économie est fragile car elle rencontre des obstacles à son développement, notamment les conditions climatiques ou le manque de moyens des agriculteurs. Pour faire face à ces obstacles, l'état ou différentes ONG financent des projets qui améliorent les conditions de vie des habitants.